# Scaphium affine
Scaphium affine är en malvaväxtart som först beskrevs av Carl Friedrich Philipp von Martius, och fick sitt nu gällande namn av Jean Baptiste Louis Pierre. Scaphium affine ingår i släktet Scaphium och familjen malvaväxter. Inga underarter finns listade i Catalogue of Life.